# WWE Payback (2023)
Payback 2023 war eine Wrestling-Veranstaltung der WWE, die als Pay-per-View auf dem WWE Network und dem Streaming-Portal Peacock ausgestrahlt wurde. Sie fand am 2. September 2023 in der PPG Paints Arena in Pittsburgh, Pennsylvania, Vereinigte Staaten statt. Es war die 7. Austragung des WWE Payback seit 2013. Die Veranstaltung fand zum ersten Mal in Pennsylvania statt.

## Hintergrund
Im Vorfeld der Veranstaltung wurden sechs Matches angesetzt. Diese resultierten aus den Storylines, die in den Wochen vor dem Pay-Per-View bei Raw und SmackDown, den wöchentlichen Shows der WWE gezeigt wurden.

## Ergebnisse
| Matchart                                                            |                                               |      |                               | Zeit  |
| ------------------------------------------------------------------- | --------------------------------------------- | ---- | ----------------------------- | ----- |
| Steel-Cage-Match                                                    | Becky Lynch                                   | bes. | Trish Stratus                 | 20:00 |
| Singles-Match                                                       | LA Knight                                     | bes. | The Miz                       | 15:45 |
| Singles-Match um die WWE United States Championship                 | Rey Mysterio (C)                              | bes. | Austin Theory                 | 9:50  |
| Steel-City-Street-Fight um die Undisputed WWE Tag Team Championship | The Judgment Day Finn Bálor und Damian Priest | bes. | Kevin Owens und Sami Zayn (C) | 20:45 |
| Singles-Match um die Women’s World Championship                     | Rhea Ripley (C)                               | bes. | Raquel Rodriguez              | 17:20 |
| Singles-Match um die World Heavyweight Championship                 | Seth Rollins (C)                              | bes. | Shinsuke Nakamura             | 26:00 |

| Funktion      | Name            |
| ------------- | --------------- |
| Kommentatoren | Corey Graves    |
| Kommentatoren | Michael Cole    |
| Pre-Show      | Kayla Braxton   |
| Pre-Show      | Peter Rosenberg |
| Pre-Show      | Jackie Redmond  |
| Pre-Show      | Booker T        |
| Pre-Show      | Wade Barrett    |
| Ringansager   | Mike Rome       |
| Ringansager   | Samantha Irvin  |

## Besonderheiten
- John Cena agierte als Host der Show.